# Andrew West
Andrew James West (Merrillville, Indiana, 22 de noviembre de 1983) es un actor estadounidense que ha aparecido en películas, series de televisión y cortometrajes. Es mayormente conocido por su interpretación de Fisher en el drama comedia de ABC Family, Greek, Gareth en el drama de terror de la AMC, The Walking Dead.
En el 2016 fue fichado para participar en la séptima temporada de la famosa serie de cuentos de hadas de ABC Once Upon a Time, donde dará vida a Henry Mills, personaje a quien ya vimos en temporadas anteriores, pero esta vez como adulto.

## Carrera
West comenzó su carrera con cortometrajes como The Last Night, Onionhead, Coup de Grace, entre otros. Estos cortos lo llevaron a hacer su primer papel importante en una miniserie que se transmitía por internet llamada Rockville CA, West interpretaba a Hunter y era el personaje principal junto a Deb (Alexandra Chando) y Shawn Peters (Bonnie Burroughs).
En televisión estuvo como actor invitado en series como Bones, Ghost Whisperer, Nip/Tuck, CSI: NY, $h*! My Dad Says, Castle, Suburgatory, entre otras varias más.
Su primer papel importante en la pantalla chica fue el de Fisher que interpretó en la serie Greek durante 12 episodios de la tercera temporada. Mientras se filmaba esta serie conocería a su mujer, Amber Stevens.
Posteriormente, se uniría a la serie de Horror de la AMC, The Walking Dead, interpretando el papel de Gareth.
Actualmente se encuentra filmando la séptima temporada de la serie de la ABC, Once Upon a Time.

## Vida personal
Desde 2010 mantiene una relación con la actriz Amber Stevens. En 2013 le propuso compromiso. El 5 de diciembre de 2014 se casaron en Los Ángeles. Su primera hija, Ava Laverne, nació el 7 de octubre de 2018. En abril de 2021 anunciaron que sería padres por segunda vez. Su segunda hija, Winona Marie, nació en agosto de 2021.

## Filmografía

### Televisión
| Año         | Título                               | Personaje      | Notas                                |
| ----------- | ------------------------------------ | -------------- | ------------------------------------ |
| 2008        | Rita Rocks                           | Craiger        | 1 episodio                           |
| 2008 - 2009 | Privileged                           | Max            | 4 episodios                          |
| 2009        | Bones                                | Josh Parsons   | 1 episodio                           |
| 2009        | Ghost Whisperer                      | Jake Olmstead  | 1 episodio                           |
| 2009 - 2010 | Greek                                | Fisher         | 12 episodios                         |
| 2010        | Nip/Tuck                             | Christian      | 1 episodio                           |
| 2010        | CSI: NY                              | Johnny Cook    | 1 episodio                           |
| 2010        | Dark Blue                            | Reid Wagner    | 1 episodio                           |
| 2010        | CSI: Crime Scene Investigation       | Pitchman Larry | 1 episodio                           |
| 2010        | $h*! My Dad Says                     | Dr. Ted Barron | 1 episodio                           |
| 2010        | Who Gets the Parents?                | Mitch          | Película de televisión               |
| 2011        | The Whole Truth                      | Andrew         | 1 episodio                           |
| 2011        | Family Practice                      | Adam Foote     | Película de televisión               |
| 2011        | Body of Proof                        | Shane Smith    | 1 episodio                           |
| 2012        | Castle                               | Keith          | 1 episodio                           |
| 2014        | Suburgatory                          | Mark           | 1 episodio                           |
| 2014        | The Walking Dead                     | Gareth         | 4 episodios                          |
| 2015        | Under the Dome                       | Pete Blackwell | 3 episodios                          |
| 2016        | The Walking Dead: The Journey So Far | Gareth         | aparición especial                   |
| 2017—2018   | Once Upon a Time                     | Henry Mills    | Personaje principal, serie de TV ABC |

### Películas
| Año  | Título                           | Personaje                 | Notas        |
| ---- | -------------------------------- | ------------------------- | ------------ |
| 2006 | The Last Night                   | Joe Pinski                | Cortometraje |
| 2006 | On Being-in-and-of the Classroom | Business                  | Cortometraje |
| 2007 | Onionhead                        | Extra                     | Cortometraje |
| 2008 | Cinco de Mayo                    | Scott                     | Cortometraje |
| 2009 | Coup de Grace                    | Chris                     | Cortometraje |
| 2009 | Dialogues                        | Dustin Hoffman            | Protagonista |
| 2009 | Nothing for Something            | Lyle                      | Cortometraje |
| 2010 | Walter                           | Walter Benjamin           | Cortometraje |
| 2012 | The Distance Between             | Ian                       | Cortometraje |
| 2014 | Nightmare Code                   | Brett Desmond             | Protagonista |
| 2014 | Bipolar                          | Harry Poole / Edward Grey | Protagonista |
| 2015 | Walter                           | Walter                    | Protagonista |

### Series web
| Año  | Título       | Personaje | Notas        |
| ---- | ------------ | --------- | ------------ |
| 2009 | Rockville CA | Hunter    | 19 episodios |